# Dům maďarské hudby
Dům maďarské hudby (maďarsky Magyar Zene Háza) je moderní objekt, který stojí v hlavním městě Maďarska, Budapešti. Stojí v sadech Városliget, v blízkosti hradu Vajdahunyad, na místě zbořené budovy Hungexpo. Budovu navrhl japonský architekt Sosuke Fujimoto, byla navržena jako pavilon blízký přírodě s řadou skleněných prvků a odkazující na přirozenou podobu stromů. Dům byl budován v letech 2014 až 2022. Slavnostní otevření se uskutečnilo za přítomnosti maďarského premiéra Viktora Orbána. Ředitelem Domu hudby byl jmenován András Batta, který předtím deset let stál v čele Hudební akademie Franze Liszta. Stavba získala po svém dokončení řadu ocenění. V budově se nachází výstavní prostory a v přízemí dva sály o kapacitě 300 lidí.